# 라우터브루넨 벽

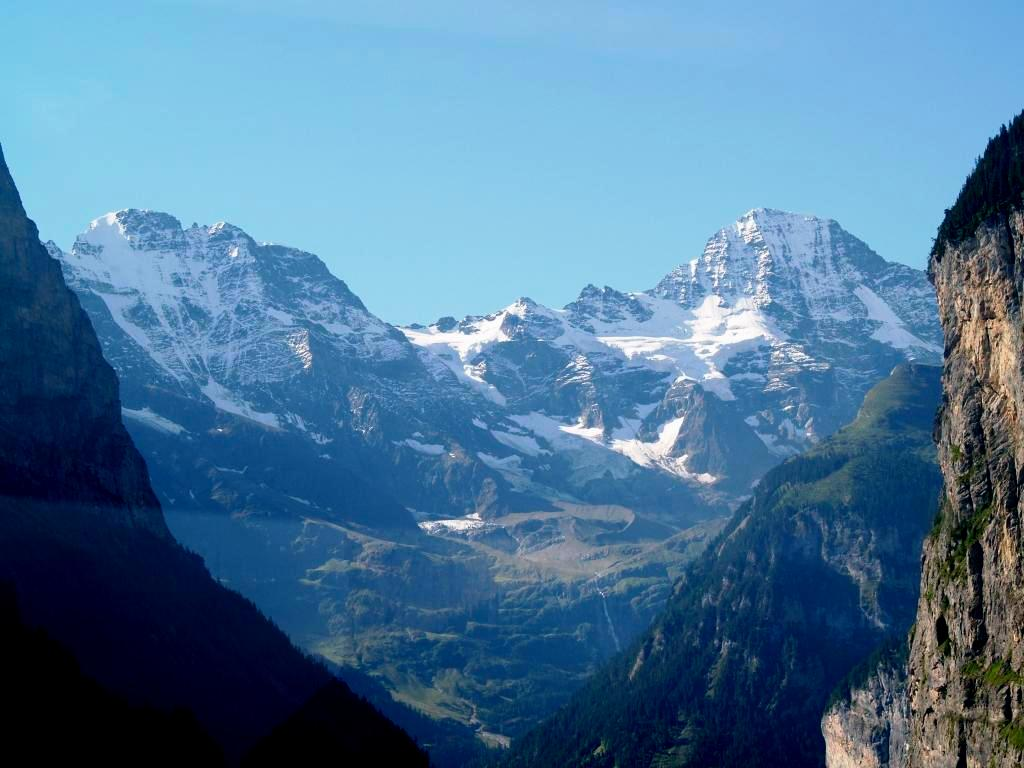
라우터브루넨 벽의 서쪽 부분, 그로스호른의 북벽(좌)과 브라이트호른(우)

라우터브루넨 벽(독일어: Lauterbrunnen Wall)은 스위스 베른 알프스에 있는 북서쪽을 향한 산벽을 지칭하기 위해 영어권 산악 세계에서 사용되는 용어이다. 동쪽의 글레처호른(3,983m)에서 엡네플루(3,962m), 미타크호른(3,897m) 및 그로스호른(3,754m)을 거쳐 서쪽의 브라이트호른(3,785m)까지 8km, 췽엘호른에서 벽을 분리하는 기둥에서 벽이 끝나는 곳을 가리킨다. 벽은 북쪽에 자리잡은 라우터브루넨 마을의 이름을 따서 명명되었다.
이 라우터브루넨 벽은 1930년대부터 포이츠(Feuz), 폰 알멘(von Allmen) 및 벨첸바흐(Welzenbach)가 도전한 빙벽 등반의 인기 장소였다. 오늘날에는 (알프스의 맥락에서) 접근이 상대적으로 어렵고, 객관적인 위험 때문에 많은 경로가 시도되지 않고 있다.
2007년 4월 12일, 바이에른주 레흐펠트에 주둔한 루프트바페의 토네이도가 미타크호른과 엡네플루 사이의 장벽 높이에서 충돌했다. 제트기는 ‘실질적으로 분쇄’되었고, 조종사는 충돌로 사망했다. 탈출한 장교는 산악 구조대에 의해 구조되었다. 추락 원인은 잘못된 비행 계획이었다: 라우터브루넨 계곡은 낮 동안 붐비는 패러글라이더, 행글라이더, 헬리콥터 교통으로 인해 군용 전투기 운행에 적합하지 않으며, 제트기가 막 연료를 재보급받았기 때문에 토네이도 환경이 라우터브루넨 벽을 뚫는 데 필요한 상승률에 비해 너무 무거웠다. 그러나 승무원은 비행 중에 어떠한 규정도 위반하지 않았다.